# St. Alban’s Church (Kopenhagen)

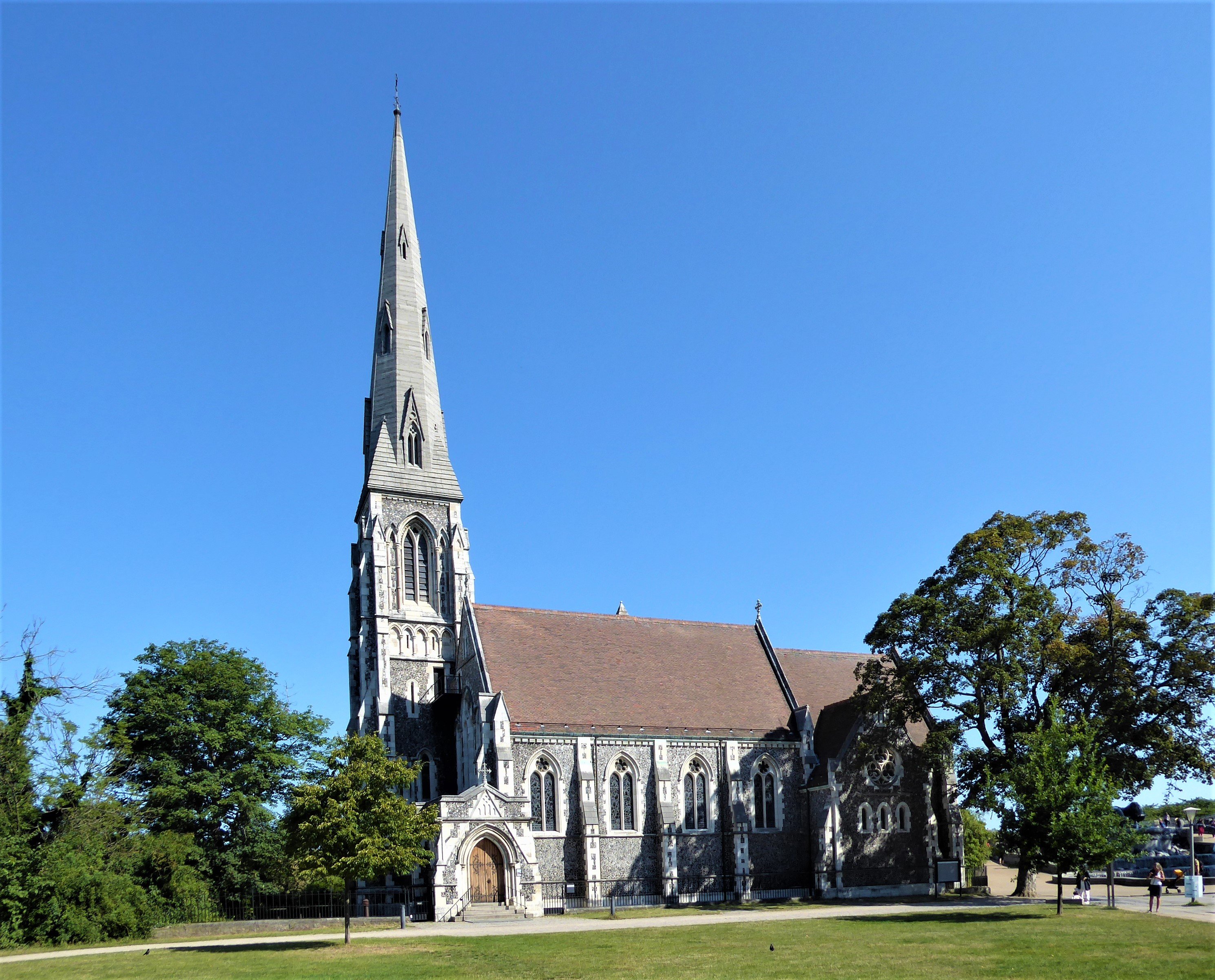
St. Alban’s Church von Süden

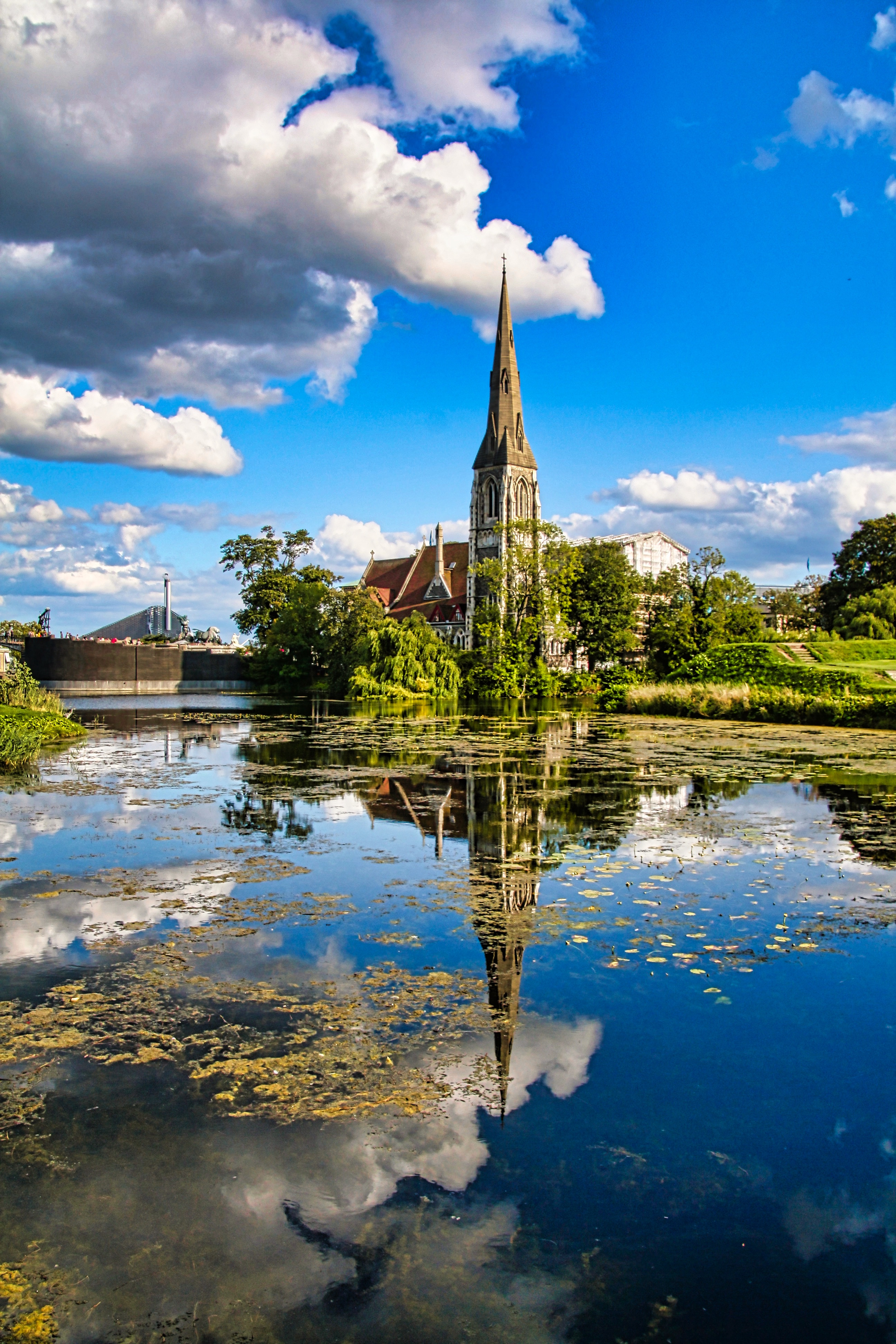
St. Alban’s Church vom Kastell gesehen

Die von 1885 bis 1887 errichtete St. Alban’s Church ist die einzige anglikanische Kirche in Dänemark. Sie befindet sich im Churchillpark nahe dem Kastell von Kopenhagen und gehört zur Diözese in Europa der Kirche von England. Umgangssprachlich wird sie auch „die englische Kirche“ (dän. den engelske kirke) genannt, gleichwohl hat sie eine internationale Gemeinde, in der mehr als 25 Nationalitäten vertreten sind.

## Vorgeschichte
Bereits seit dem 16. Jahrhundert lebte eine größere Zahl von Schotten in Helsingør. Später kamen auch Engländer hinzu, die zunächst nur mit Ausnahmegenehmigung anglikanische Gottesdienste abhalten durften. Nach einem Gesetz des dänischen Königs Friedrich III. von 1665 war die lutherische Kirche die einzige im Land zugelassene. In Kopenhagen fanden mit einer Sondererlaubnis seit 1834 anglikanische Gottesdienste in angemieteten Räumlichkeiten in der Store Kongensgade 51 statt. Erst die dänische Verfassung von 1849 garantierte die Freiheit der Religionsausübung. Damit kam auch der Wunsch nach einer eigenen Kirche auf, für die aber zunächst die Mittel fehlten. Schließlich konnten diese durch Initiative der dänischen Prinzessin Alexandra beschafft werden, die mit Edward, Prince of Wales (dem späteren britischen König Edward VII.) verheiratet war. Am 19. September 1885 erfolgte die feierliche Grundsteinlegung der St. Alban’s Church.

## Baugeschichte

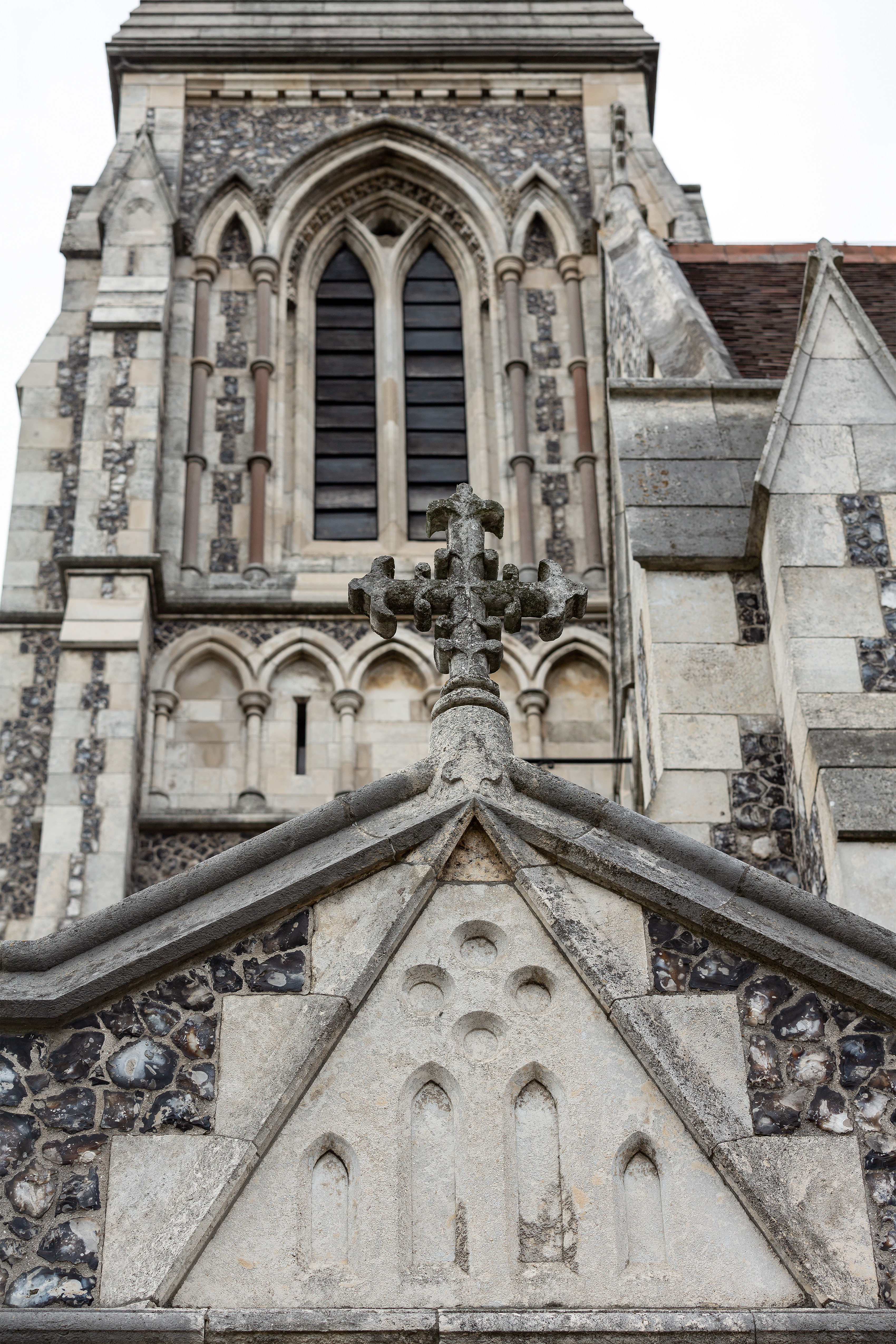
Architektonische Details (außen)

Die Kirche wurde von dem englischen Architekten William Arthur Blomfield entworfen und vom dänischen Architekten Professor L. Fenger ausgeführt. Der Baustil ist vom sogenannten Early English Style inspiriert, der nach der typischen Fensterform auch Lancet Gothic („Lanzengotik“) genannt wird. Die Außenwände sind mit gespaltenem Feuerstein aus Stevns verkleidet, der Kalkstein der hellen Steinverkleidungen stammt aus Faxe, ebenfalls in Dänemark, während die Turmspitze aus behauenem Stein aus dem finnischen Åland besteht. Die Verkleidungen und Gesimse der Innenwände sind auch aus dem feinen weißen Faxe-Kalkstein gefertigt. 
Da die Kirche von Gewässern umgeben ist, steht sie auf einem aufgeschütteten Fundament und der Keller ist mit einer Asphaltmembran abgedichtet. Nach zweijähriger Bauzeit wurde die Kirche am 17. September 1887 geweiht; anwesend waren dabei u. a. Edward, Prince of Wales, König Christian IX. von Dänemark, Zar Alexander III. von Russland und König Georg I. von Griechenland.

## Ausstattung
Altarretabel, Kanzel und Tauffünte wurden von der Londoner Porzellanmanufaktur Doulton gestiftet. Sie bestehen alle aus Terrakotta und wurden vom englischen Künstler George Tinworth entworfen. Das Taufbecken steht links in der Eingangskapelle, um zu symbolisieren, dass die Taufe den Eintritt in die kirchliche Gemeinschaft bedeutet. Die Reliefs des Taufbeckens zeigen Jesus in der Krippe (Lk 2,7 ), Hannah, die Samuel zu Eli bringt (1 Sam 1,26–28 ); die Auffindung des Mose (Ex 2,6 ); und Jesus, der die Kinder segnet (Mt 19,14 ). Das dreiteilige Altarretabel zeigt im Mittelfeld die Himmelfahrt (Apg 1,9 ), links Christus, der dem ungläubigen Thomas erscheint (Joh 20,24–29 ), und rechts den Verrat des Judas (Mt 26,14–16 ).

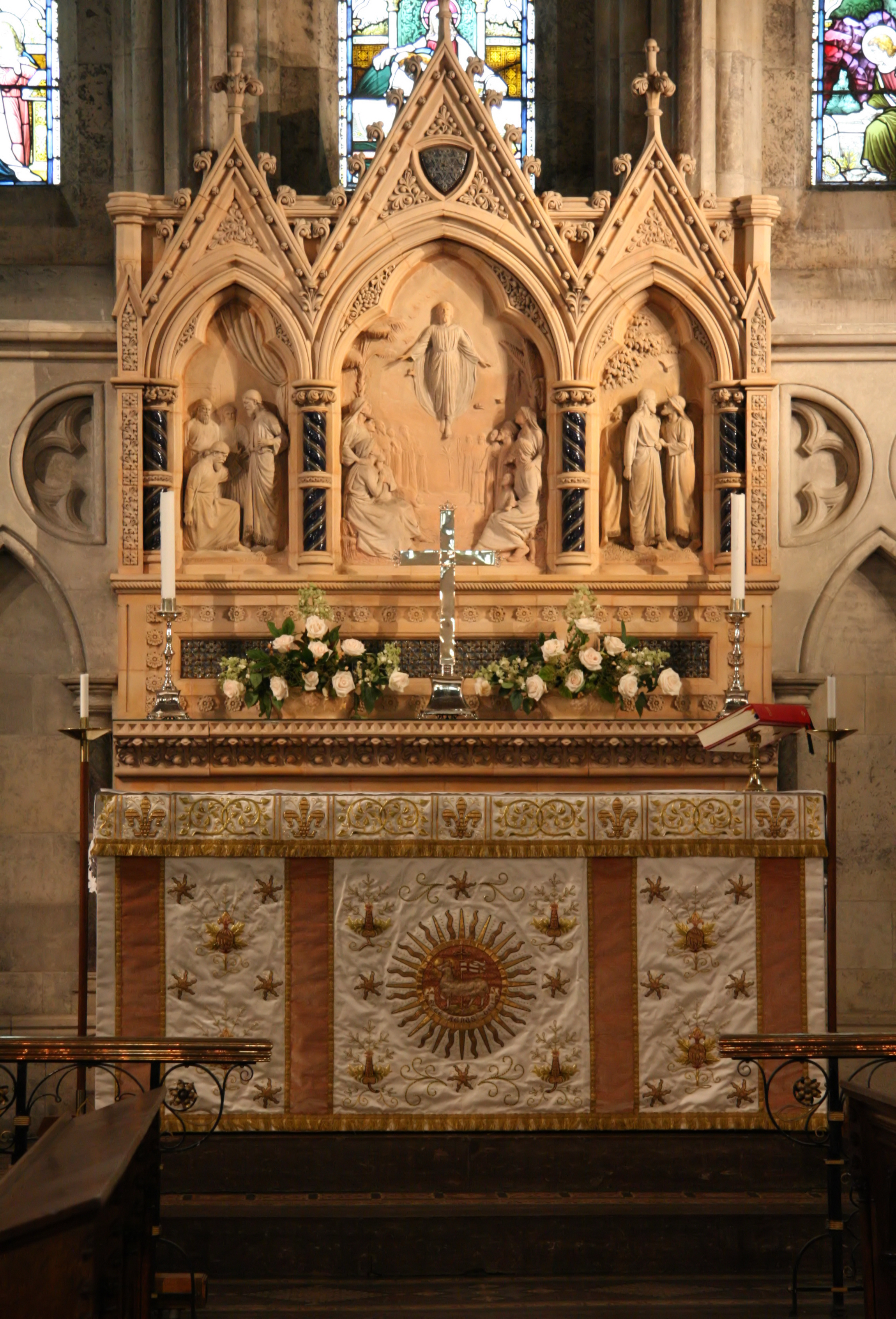
Altar
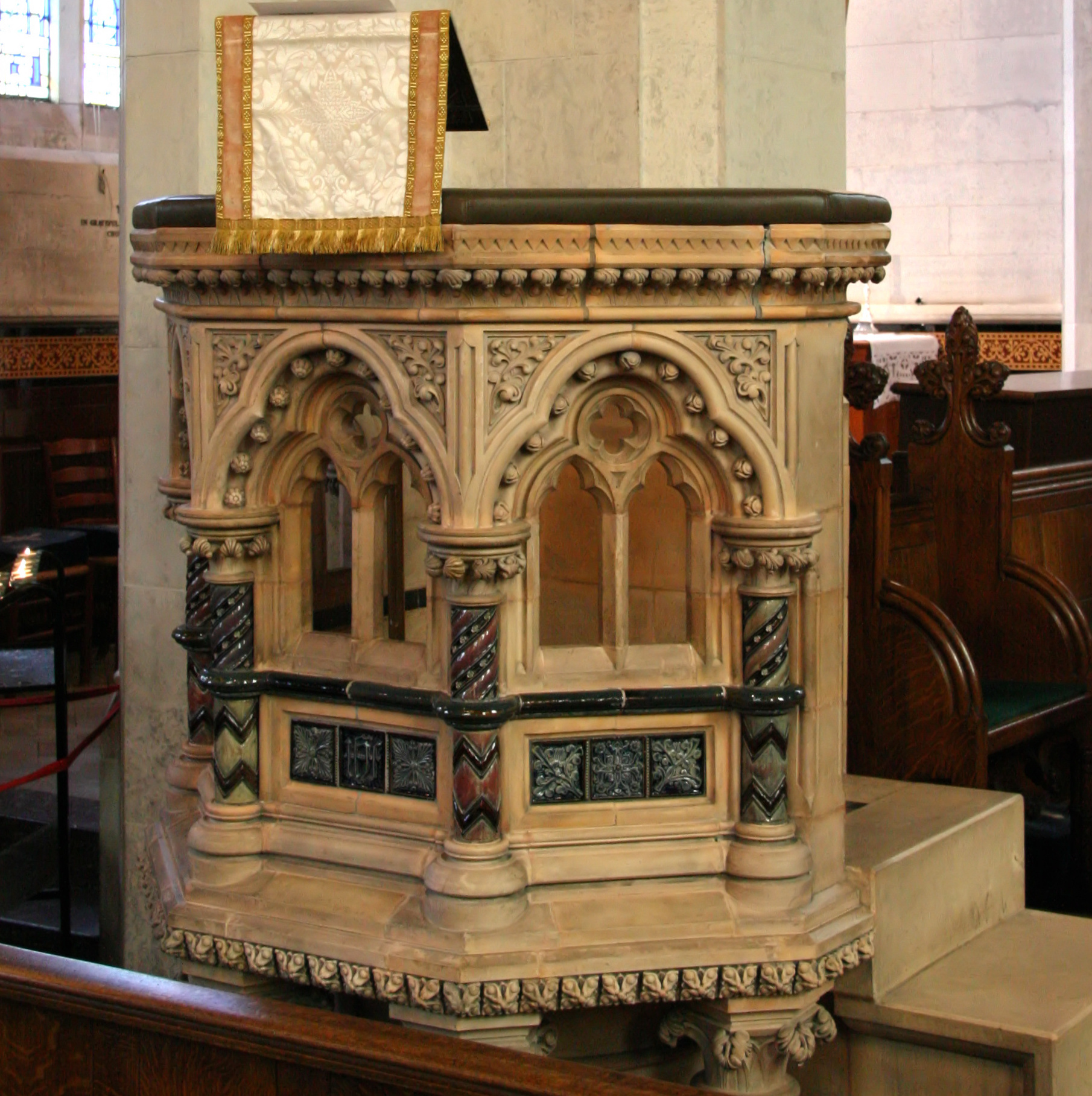
Kanzel
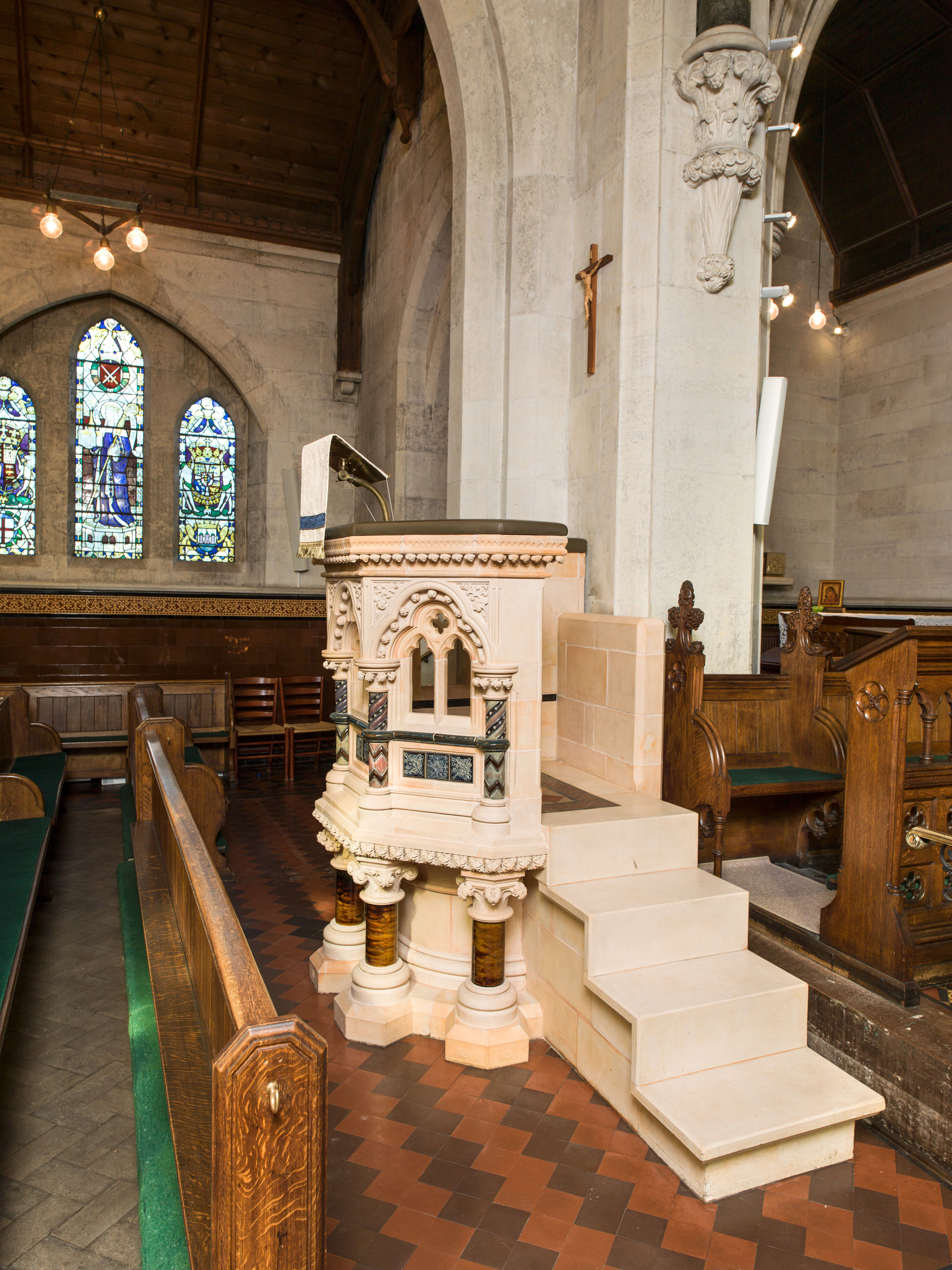
Kanzel nach der Restaurierung 2012
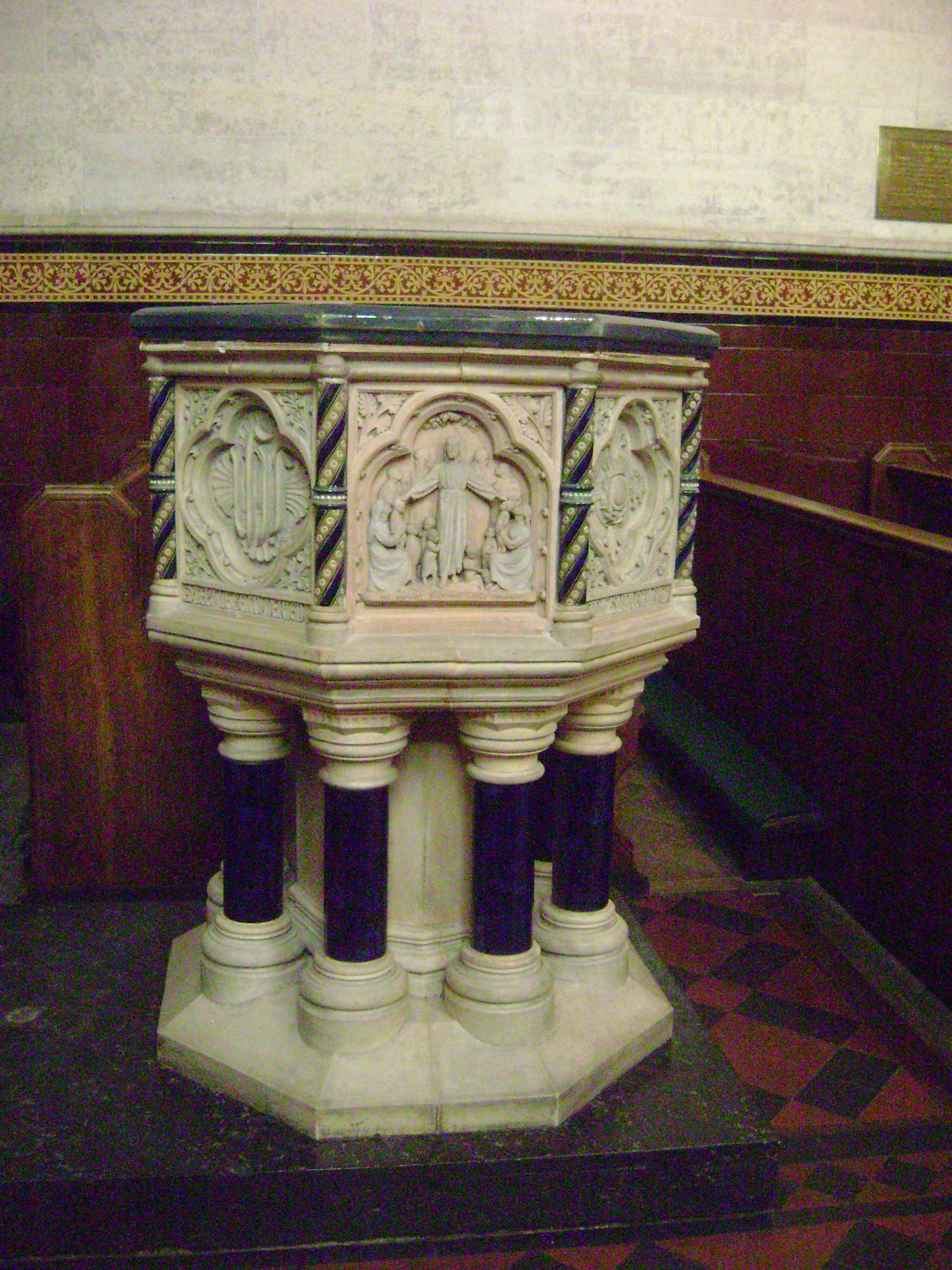
Taufe
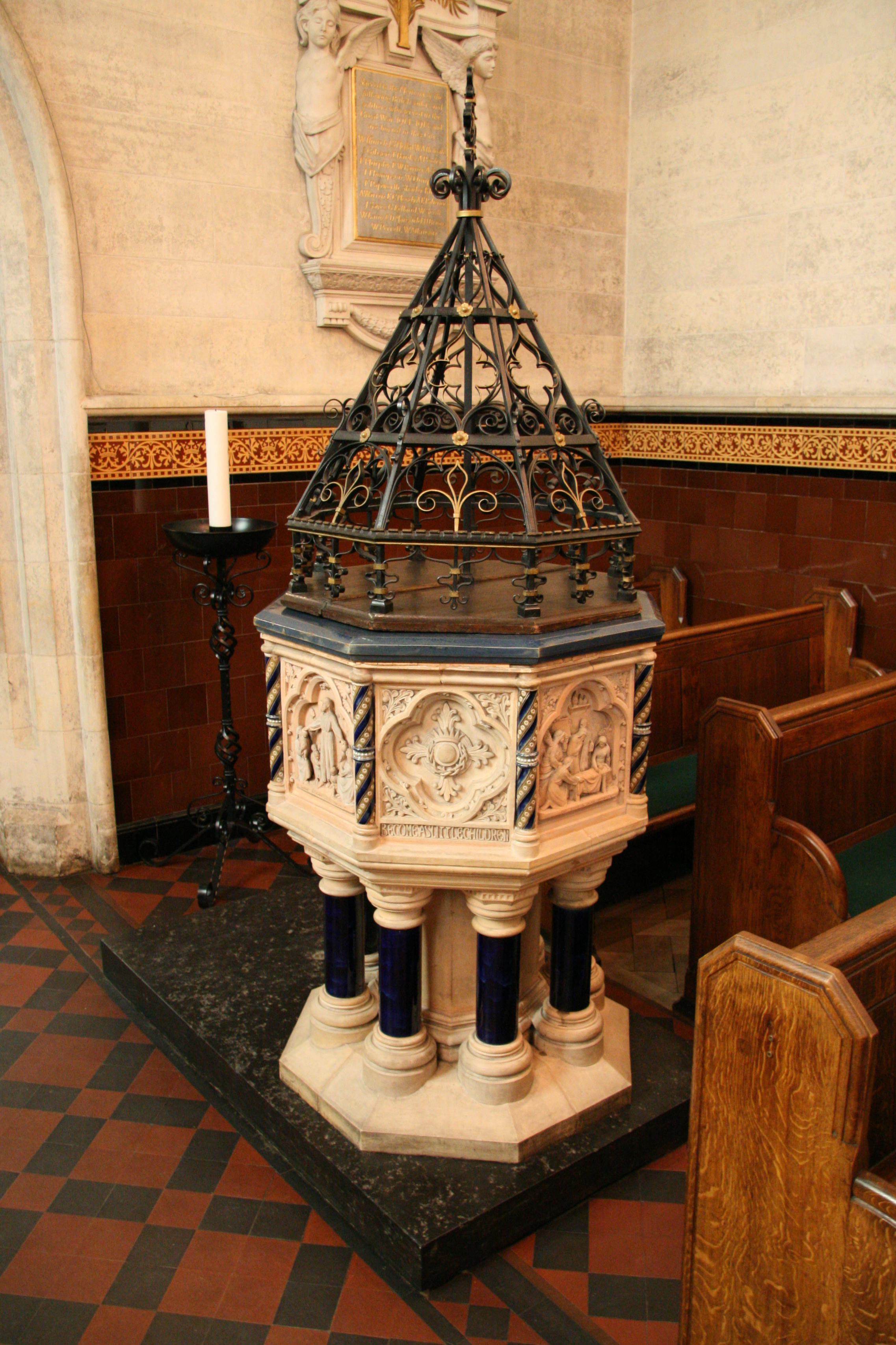
Taufe nach der Restaurierung 2012

## Orgel

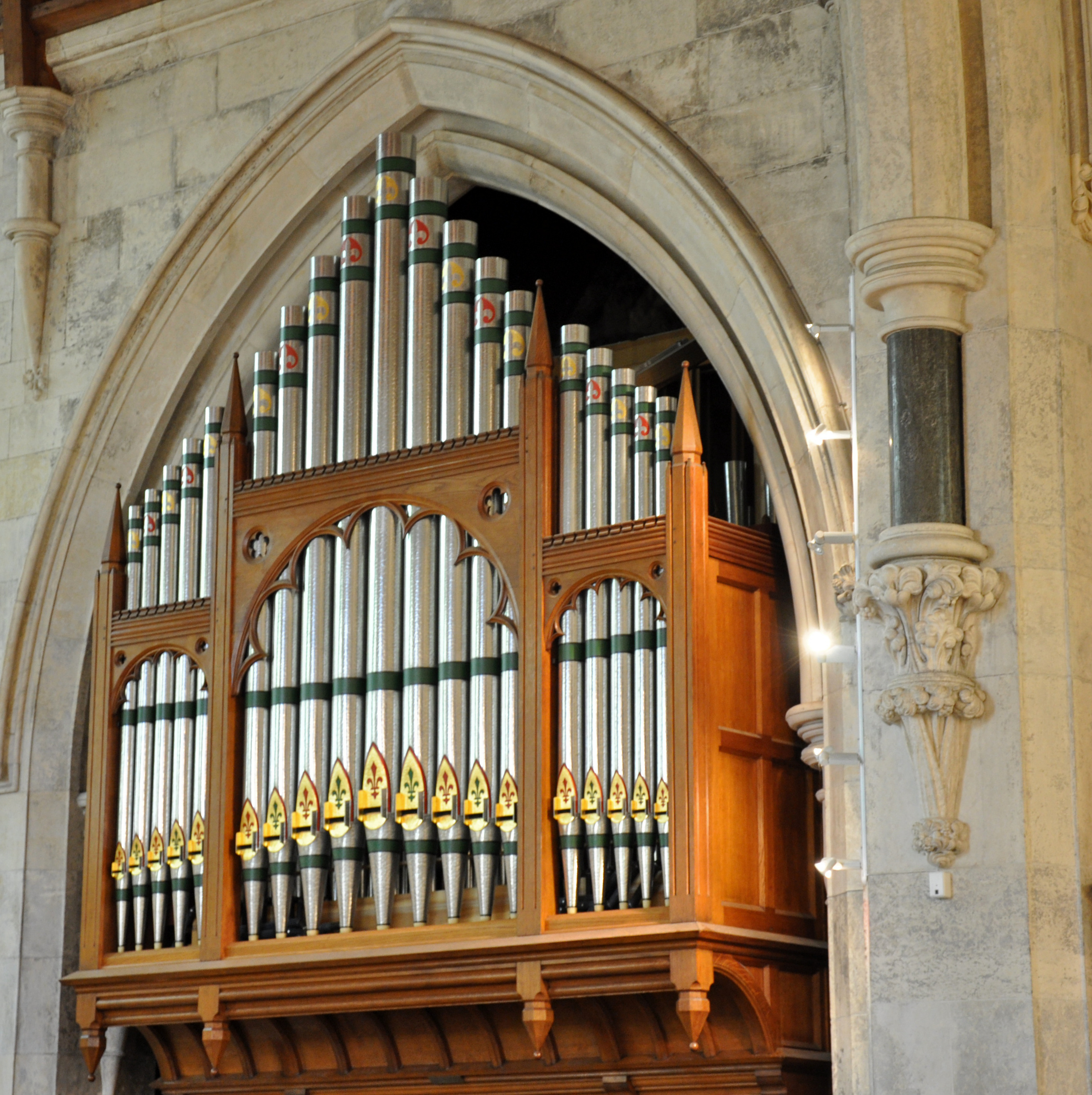
Die Walker-Harrison-Orgel

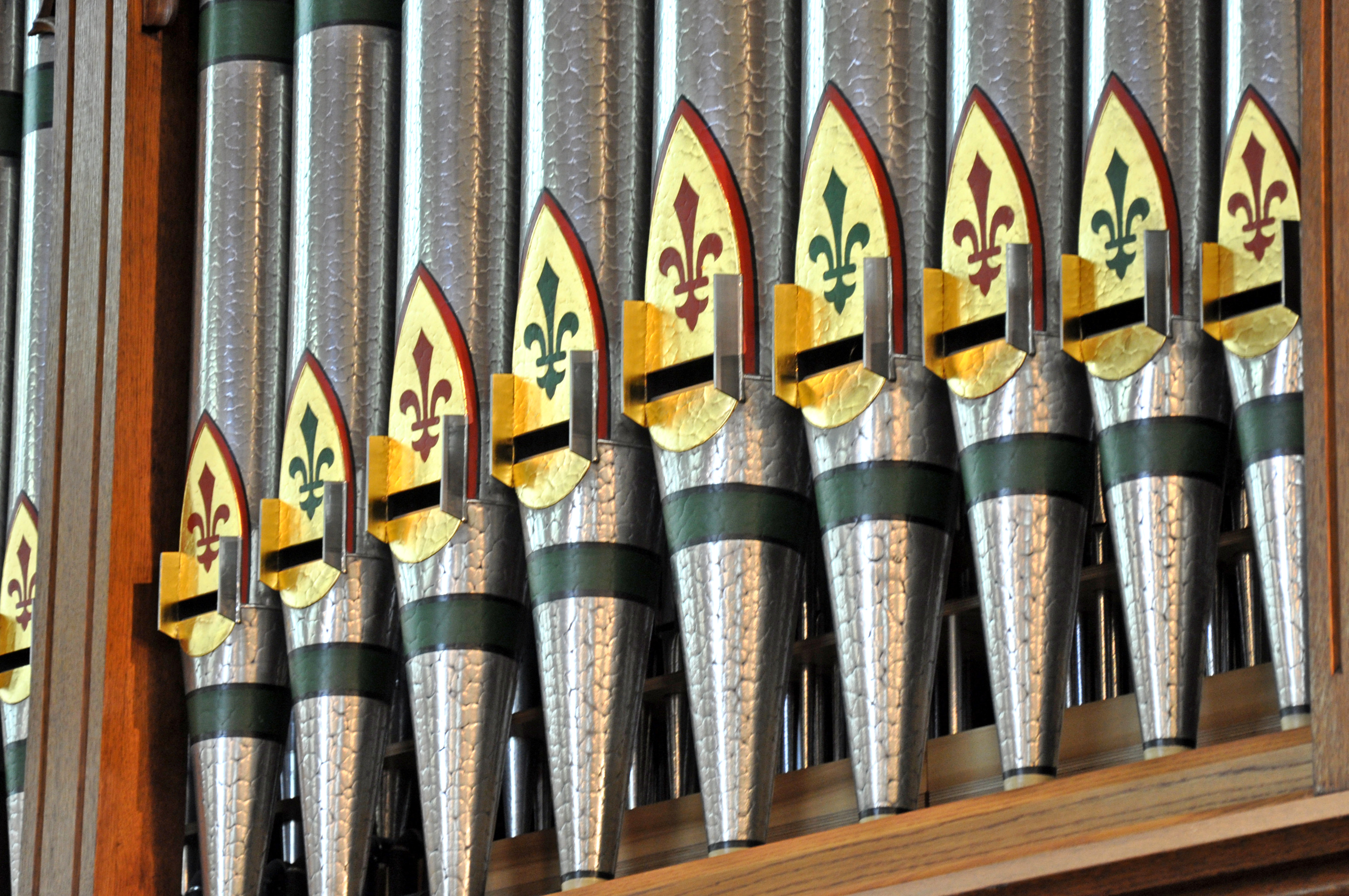
Detail der von Howell & Bellion verzierten neuen Prospektpfeifen

J. W. Walker & Sons, London, eine seinerzeit führende englische Orgelbaufirma, erbaute die erste Orgel 1887 rechtzeitig zur Kirchweihe. Der Prospekt wurde vom Architekten William Arthur Blomfield entworfen. Das von einem anonymen Spender finanzierte Instrument wurde in einer Nische der Südwand gegenüber der Kanzel aufgestellt. Für die Kirch- und Orgelweihe komponierte der englische Komponist Arthur Berridge ein Voluntary, den St Alban’s Festal March. 1928 wurden die bis dahin handbetriebenen Bälge elektrifiziert. 1966 und 1985 wurde die Orgel umgebaut, so dass sie ihren ursprünglichen romantischen Charakter verlor. 
2004 entschied man sich für einen rekonstruierenden Neubau durch das englische Orgelbauunternehmen Harrison & Harrison aus Durham, aber mit erweitertem Tonumfang. Dabei fungierte Nicholas Thistlethwaite, ein Experte für den viktorianischen Orgelbau, als Berater. Das Gehäuse und sieben Register der alten Orgel wurden wiederverwendet, die Prospektpfeifen sind neu. Die neue Orgel hat 1482 Pfeifen und folgende Disposition:
| I Great Organ C–c4 |                  |      |
| 1.                 | Open Diapason    | 8′   |
| 2.                 | Stopped Diapason | 8′ * |
| 3.                 | Principal        | 4′   |
| 4.                 | Chimney Flute    | 4′   |
| 5.                 | Fifteenth        | 2′   |
| 6.                 | Sesquialtera II  |      |
| 7.                 | Mixture IV       |      |
| 8.                 | Trumpet          | 8′   |

| II Swell Organ C–c4 |                 |      |
| 9.                  | Viola           | 8′   |
| 10.                 | Gedackt         | 8′ * |
| 11.                 | Céleste (ab c1) | 8′   |
| 12.                 | Gemshorn        | 4′ * |
| 13.                 | Flageolet       | 2′ * |
| 14.                 | Mixture III *   |      |
| 15.                 | Cornopean       | 8′   |
| 16.                 | Oboe            | 8′   |
|                     | Tremulant       |      |

| Pedal Organ C–f1 |           |       |
| 17.              | Bourdon   | 16′ * |
| 18.              | Principal | 8′ *  |
| 19.              | Flute     | 8′    |
| 20.              | Fifteenth | 4′    |
| 21.              | Bassoon   | 16′   |

* Register aus der alten Orgel. – Die Register Nr. 2, 10 und 17 sind aus Holz, die anderen aus Metall.
- Koppeln: II/I, I/P, II/P
- Spielhilfen: 4 freie Kombinationen, bedienbar mit Druckknöpfen oder wahlweise Pistons; die Pistons für Great und Pedal können aneinander gekoppelt werden; alle Pistons haben 2 Speicher, zwischen denen über einen speziellen Registerzug umgeschaltet wird. Generalabsteller als weiterer Piston.
- Traktur: mechanische Spieltraktur, elektrische Registertraktur, Schleifladen

## Glocken
Im Kirchturm befinden sich 15 Röhrenglocken. Acht davon schenkte der damalige Prince of Wales 1887 der Kirche, da der Turm nicht für große Kirchenglocken ausgelegt war. Die Röhrenglocken können durch einen sogenannten Ellacombe-Apparat von einem einzigen Spieler bedient werden. 2013 schenkte Charles, Prince of Wales sieben weitere Röhrenglocken. Das nunmehr fünfzehnstimmige Geläut wird heute automatisch von einem Computer gesteuert, ertönt zu jeder Viertelstunde und spielt zur vollen Stunde einen Choral.